# Kawasaki 500 H1
La Kawasaki 500 H1, commercialmente anche denominata Kawasaki 500 Mach III, è un modello di motocicletta prodotto dalla Casa giapponese Kawasaki Heavy Industries Motorcycle & Engine, in otto serie successive, dal 1969 al 1977.

## Storia

### Il contesto
Nei primi mesi del 1967, dopo il buon successo commerciale della "Avenger 350", la Kawasaki Motor Corporation di Los Angeles, azienda importatrice esclusivista per gli USA, dettò le condizioni per il nuovo modello da destinare al mercato statunitense che veniva richiesto particolarmente leggero, dotato di motore a due tempi di 500 cm³, con potenza di 60 CV, grandi doti di accelerazione da fermo e decisa propensione all'impennata. Si trattava sostanzialmente di realizzare una moto volutamente sbagliata che attraverso i pericolosi effetti delle sue carenze, desse alla clientela media, di scarsa competenza tecnica, la sensazione di guidare un bolide di tale potenza da essere domato a fatica. Il mercato USA era, di gran lunga, il più importante per le case motociclistiche e la richiesta, pur con qualche perplessità, fu accolta.

### L'ideazione
La fase progettuale ebbe inizio nel luglio del 1967, affidato all'ingegner Takao Horie, il quale presentò tre diverse proposte per il motore: un bicilindrico due tempi con ammissione a disco rotante, evoluzione della "Avenger", un tricilindrico due tempi con disposizione dei cilindri il linea frontemarcia e un secondo tricilindrico due tempi con cilindri a V longitudinale di 60º, ispirato alla DKW 350 RM da gran premio, impiegata fino al Motomondiale 1956. L'intenzione di Horie, probabilmente, era quella di orientare la scelta verso il bicilindrico, in modo da poter sfruttare le precedenti esperienze sul motore a valvola rotante, confidando nell'esclusione dei tricilindrici; il primo per le prevedibili problematiche nel raffreddamento del cilindro centrale e il secondo per la complessità costruttiva che avrebbe decisamente aumentato i costi di produzione. Anche in questa fase, però, le ragioni commerciali ebbero la meglio sulle considerazioni tecniche e la scelta cadde sul tricilindrico in linea, sufficientemente economico da produrre e abbastanza largo da comunicare visivamente l'aumento di cilindrata.

### I prototipi
Nei primi mesi del 1968 furono approntati due prototipi del motore che vennero inviati alla facoltà di ingegneria dell'Università di Osaka per la valutazione. Il raffreddamento del cilindro centrale si mostrò sufficiente, ma il rendimento non diede il risultato richiesto. Il motore fu sottoposto ad un ulteriore studio per l'innalzamento della potenza, a cura del reparto turbine Kawasaki. Nel contempo i tecnici del reparto ciclistica avevano approntato un telaio appositamente studiato per rendere possibile la richiesta "propensione all'impennata". Il resto della ciclistica era in buona parte derivato dai modelli "Avenger". Il caratteristico sibilo del motore tricilindrico a due tempi con manovellismo a 120°, vagamente simile a quello dei caccia a reazione, ispirò la denominazione commerciale del nuovo modello: "Mach III".

### La moto

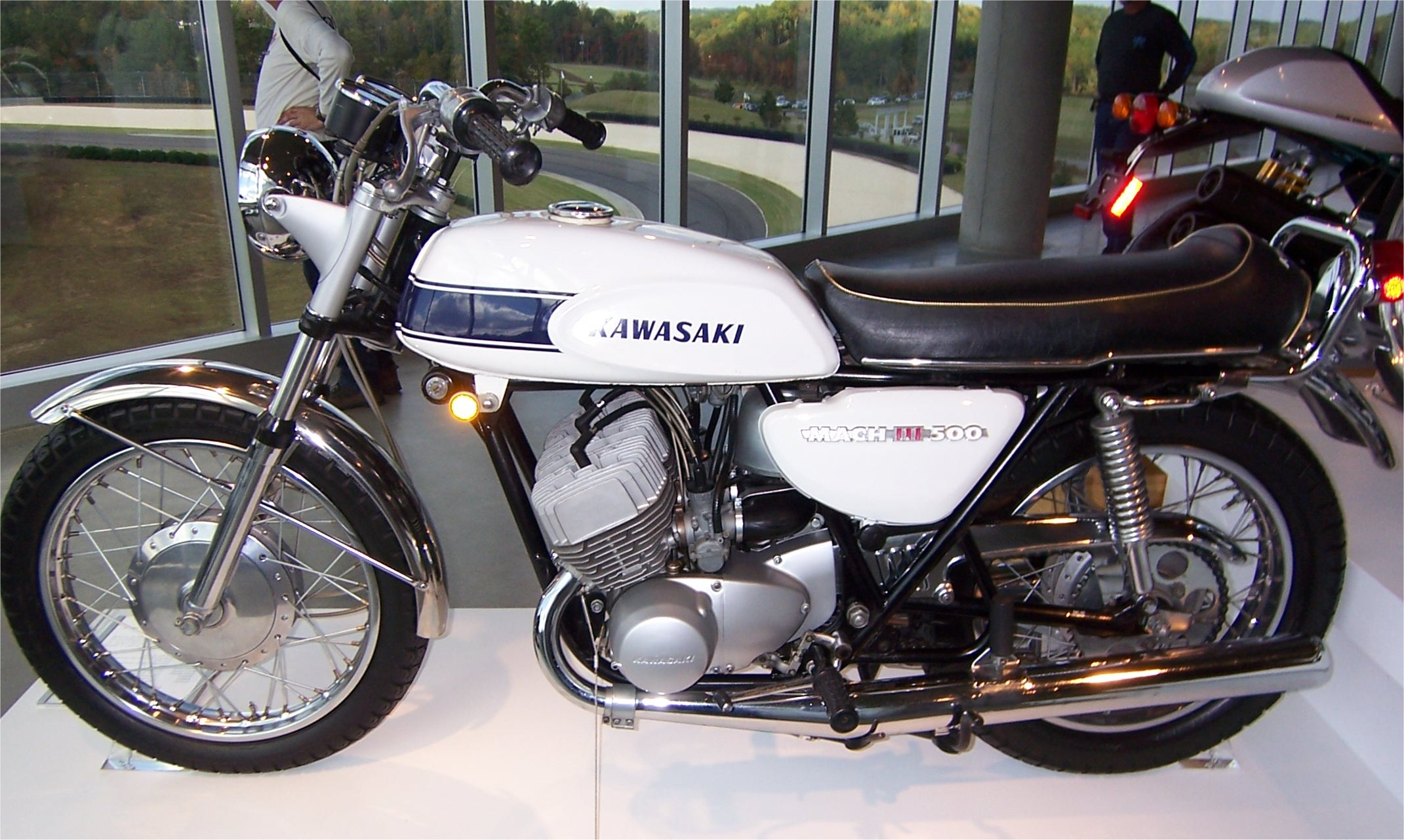
Kawasaki 500 Mach III H1 del 1969

Caratterizzata da un aspetto moderno, da componentistica di qualità e da un livello elevato di finitura, la Kawasaki 500 Mach III H1 si struttura in un telaio a doppia culla chiusa con sospensioni telescopiche e impianto frenante a tamburi, comprendente il motore tricilindrico a due tempi che risaltava particolarmente, sia per il notevole ingombro trasversale, sia per essere il primo propulsore di questa architettura installato su una moto di serie.
I valori di potenza e di coppia e le prestazioni dichiarate dalla casa, davvero notevoli per l'epoca, contrastano visivamente con l'esilità della forcella teleidraulica e con il ridotto diametro dei freni.
Il motore, di concezione piuttosto semplice, risulta invece particolarmente robusto, dotato di un albero primario composito, ruotante su 6 cuscinetti di banco e realizzato per sopportare la sovrabbondante coppia motrice. La lubrificazione è garantita da un miscelatore con serbatoio separato e l'accensione è elettronica di tipo capacitivo o con accensione a spinterogeno per il mercato europeo, escluso quello italiano. Tale differenza è dovuta alle severe normative, in vigore all'epoca in molti Paesi europei, contro i disturbi alle frequenze radiofoniche, potenzialmente generabili dall'accensione elettronica. Per il mercato italiano, dove tali normative non erano vigenti, venivano realizzate speciali "H1" ibride, con telaio di tipo europeo e motore di tipo statunitense.
L'unica debolezza strutturale del propulsore è rappresentata da una tendenza al grippaggio del pistone centrale, dopo un uso prolungato in condizioni di ventilazione non ottimali. Tale tendenza, facilmente prevedibile data l'architettura del motore, era stata parzialmente ostacolata già in fase progettuale, mediante un elevato gioco tra le superfici coerenti di pistone e cilindro, i cui effetti a motore freddo sono attenuati dall'adozione di speciali segmenti di tenuta inferiori, dotati di molla espanditrice.
Nell'uso stradale, la moto si dimostra poco adatta all'impiego continuato in città, a causa dei già nominati problemi di raffreddamento, così come alle lunghe percorrenze autostradali per il serbatoio di soli 15 litri, in rapporto all'esorbitante consumo che, a velocità sostenute, scende ben al di sotto dei 10 km di percorrenza per ogni litro di miscela olio-benzina.
Messa in vendita all'inizio del 1969 sul mercato statunitense e, qualche mese più tardi, anche nel vecchio continente, divenne subito un prodotto di riferimento. La linea elegante, le finiture accurate, la buona maneggevolezza e il contenuto prezzo d'acquisto, contribuirono grandemente all'immagine di mercato della "H1", ma più d'ogni altra caratteristica fece presa sul pubblico la difficoltà di mantenere la ruota anteriore aderente al terreno durante le accelerazioni, restituendo al pilota e agli eventuali spettatori una sensazione di incontenibile potenza del motore.
L'impennata si verifica semplicemente azionando l'acceleratore con una certa decisione, anche in 2ª e 3ª marcia, quando il veicolo ha ormai superato abbondantemente i 100 km/h. Tale effetto è dovuto al posizionamento molto arretrato del motore rispetto alla corretta collocazione, determinando un sensibile disequilibrio dei pesi (43% all'anteriore e 57% al posteriore), un eccessivo alleggerimento dell'avantreno e l'inevitabile instabilità del motoveicolo in fase di accelerazione e in elevata velocità.
Queste caratteristiche fecero sì che venne soprannominata "Bara volante", purtuttavia, la "H1" ottenne un enorme successo di vendite sia negli Stati Uniti, sia in Europa, che dimostrò la fondatezza della strategia escogitata dagli esperti commerciali. In Italia ne furono importati 300 esemplari, a partire dalla primavera del 1969, messi in vendita inizialmente la prezzo di 870 000 lire, poi aumentato a 990 000 lire, durante l'estate.

### L'evoluzione

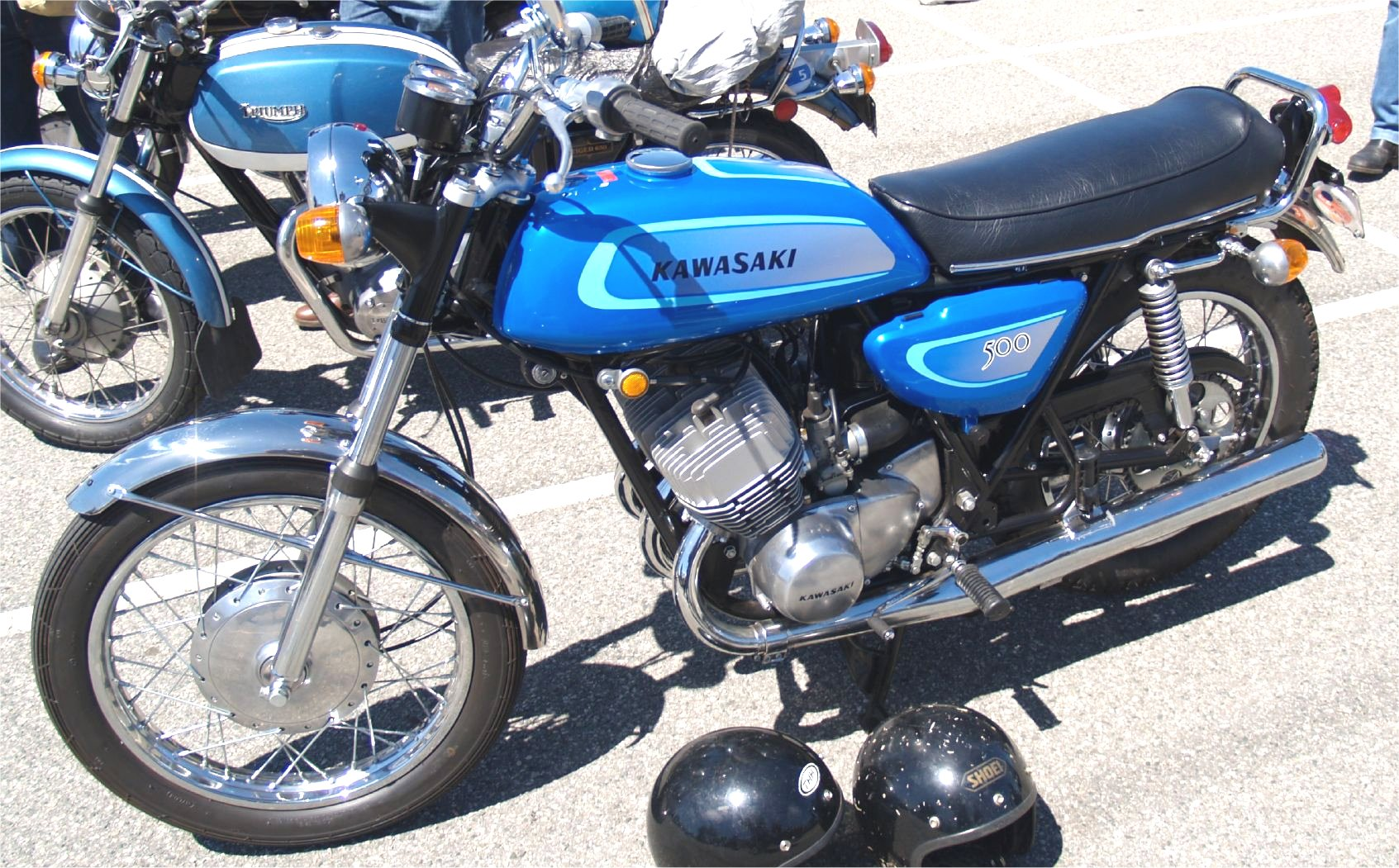
Kawasaki 500 Mach III H1A del 1970

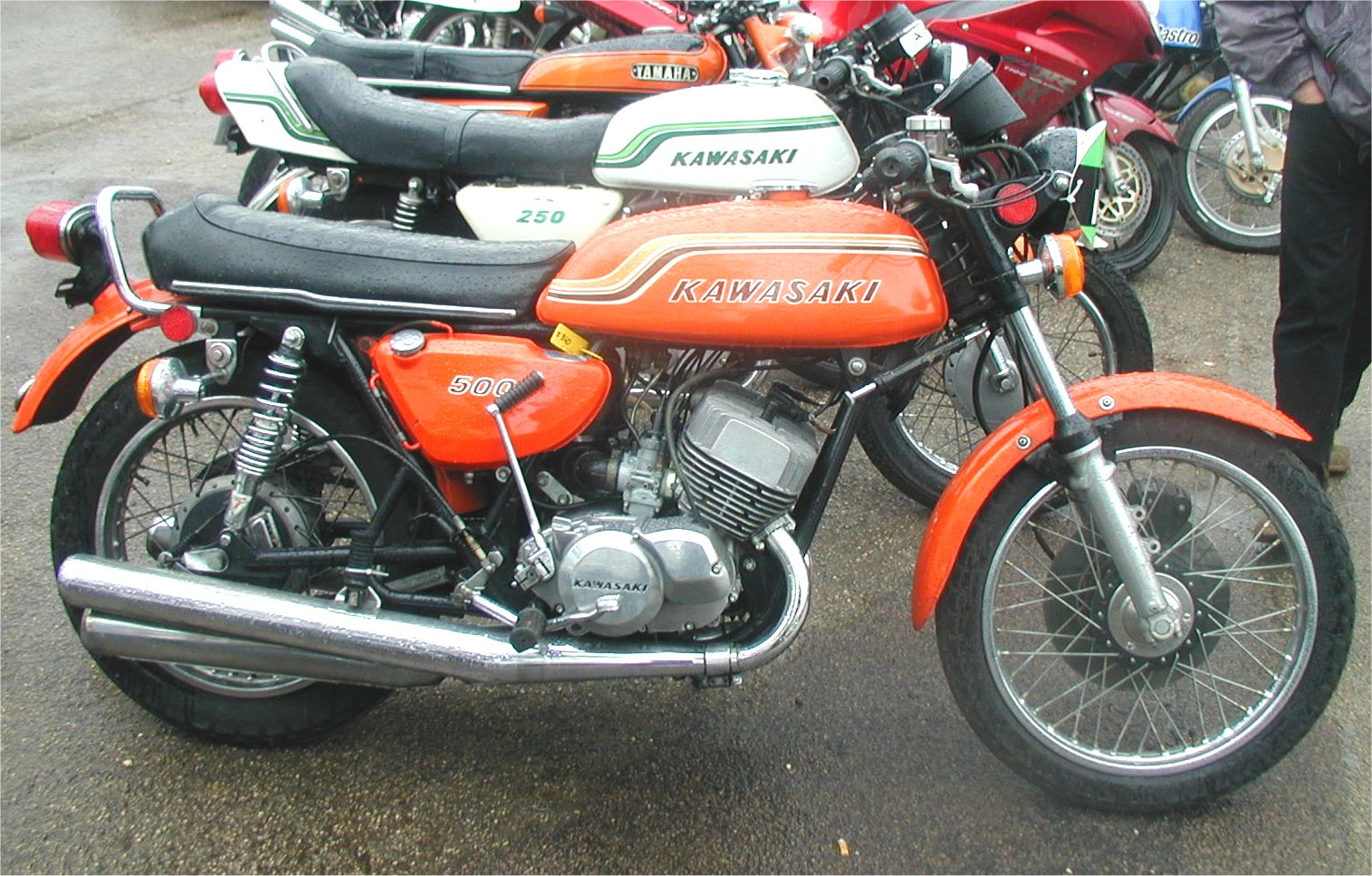
Kawasaki 500 Mach III H1B del 1971

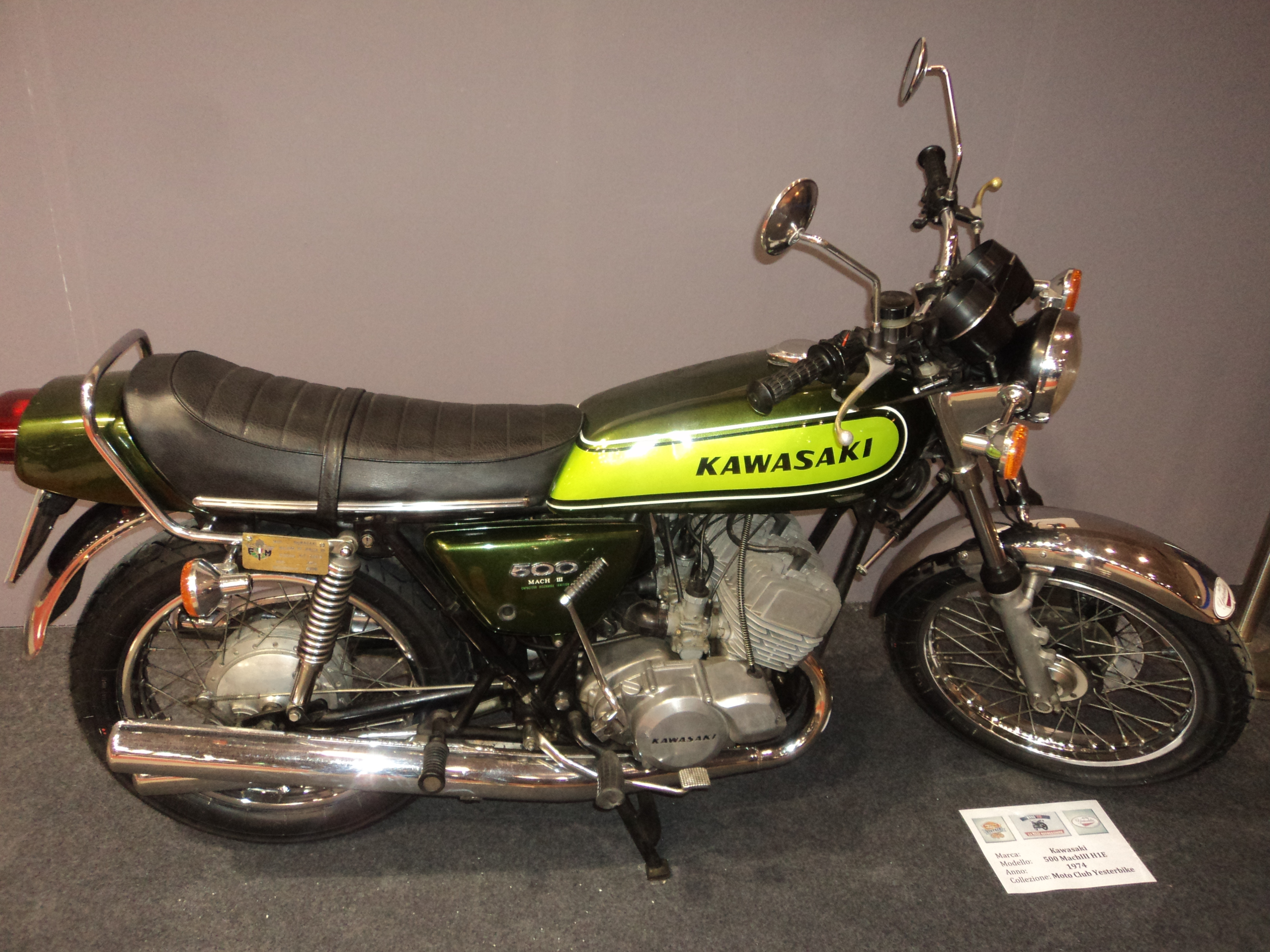
Kawasaki 500 Mach III H1E del 1974

La 2ª serie "H1A" del 1970, condensò tutte le piccole migliorie apportate al modello nel corso della produzione dei primi 20.000 esemplari, limitando i cambiamenti al nuovo serbatoio senza incavi per le ginocchia e a differenti colorazioni e grafica della carrozzeria, e fu messa in vendita a 880 000 lire.
Nel 1971, gli sforzi dei tecnici Kawasaki erano concentrati sul nuovo modello di maggior cilindrata "750 Mach IV H2" e, soprattutto, sulla "900 Z1", ormai prossima al debutto. La 3ª e 4ª serie "H1B" e "H1C", entrambe uscite in quell'anno, sono figlie della necessità di non scontentare una clientela ormai fidelizzata e del congiunto imperativo di non modificare il prezzo di vendita. La "H1B", infatti, venne dotata di un efficiente freno a disco anteriore, ma per compensare il maggior costo di produzione, era stata prevista la sostituzione dell'accensione elettronica CDI con un sistema a puntine, di difficile regolazione. Anticipando le prevedibili lamentele dei clienti USA, per il solo mercato americano fu messa in listino anche la versione "H1C" che ricalca la precedente "H1A", con freno a tamburo anteriore e accensione CDI. Entrambe le versioni portano le nuove grafiche e colorazioni studiate per il modello di maggior cilindrata. La "H1B" è la versione più rara nel Belpaese, in quanto la neocostituita Kawasaki Italia, non appena resasi conto delle difficoltà di messa a punto dell'accensione a puntine, decise di sospenderne l'importazione e dedicare ogni sforzo commerciale alla "Mach IV".
La 5ª serie "H1D" del 1973, dopo oltre 70.000 esemplari prodotti, segnò una decisa svolta nell'evoluzione del modello. A causa delle restrizioni imposte dalla legislazione statunitense in materia di inquinamento, il motore fu completamente rivisto e, nell'occasione, venne progettata una nuova ciclistica. La radicale rivisitazione dei tecnici giapponesi comprese l'allungamento del passo per alloggiare il motore in posizione meno arretrata, l'aumento dell'efficienza frenante e la normalizzazione dei consumi, attraverso la diminuzione della coppia. Ne risultò un sostanziale miglioramento della stabilità e della sicurezza di guida. A fronte di una diminuzione dei consumi intorno al 15%, la potenza massima rimane pressoché invariata, così come le prestazioni in velocità e accelerazione. Paradossalmente, a dispetto delle evidenti migliorie, la diminuzione della pericolosità di utilizzo del veicolo comportò una forte caduta dell’appeal emozionale che si concretizzò in un sostanziale calo delle vendite.
Le successive serie "H1E" e "H1F", del (1974) e (1975), furono caratterizzate da piccoli aggiornamenti estetici e tecnici (per l'H1E il codino resta a tinta unita mentre per l'H1F riprende la livrea del serbatoio. Sui fianchetti dell'H1E nella colorazione verde appare dello stesso colore la scritta "Capacitor Discharge Ignition" così come sulla versione bordeaux appare il medesimo colore sui fianchetti. Scompare nell'ultima versione H1F e resta solo la scritta "500" di color bianco su sfondo nero anziché cromate con sfondo medesimo. Migliorato il 'comfort' di marcia e a semplificare la manutenzione, (motore montato su sylent block) a conferma del definitivo abbandono della veste sportiva.
L'8ª e ultima serie "KH" del [1976], venne così denominata per uniformità ai modelli turistici prodotti dalla Kawasaki e si distingue per l'ulteriore depotenziamento a 52 CV del motore, il cambio ha ora la sequenza tradizionale, con la prima in basso e le altre marce in alto. La KH 500 rimase in vendita presso le concessionarie fino al 1978.

## Le competizioni

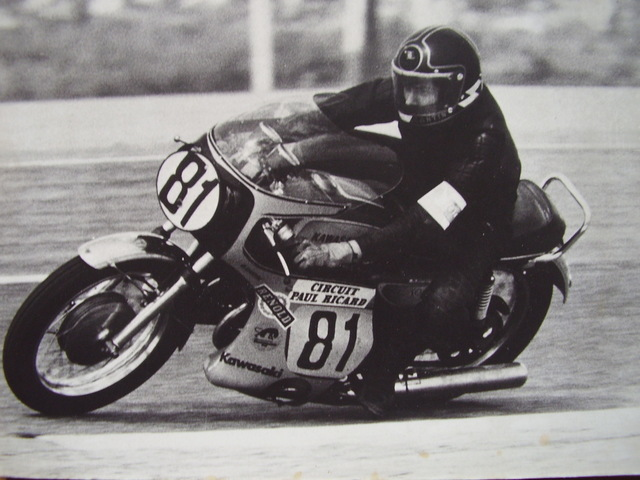
Una "H1A" con carenatura impiegata in gara

In Italia, così come nei vari Paesi europei dov'erano importate, le "H1" di serie furono sottoposte a trasformazioni di ogni genere, nel tentativo di risolvere i problemi congeniti, e realizzati appositi freni, sospensioni e telai che permisero a molti piloti privati il raggiungimento di un discreto livello di competitività nei campionati di velocità nazionali.
Sui percorsi da misto stretto, si rivelarono competitive anche le moto non trasformate; nel 1972 Giancarlo Daneu vinse la classe 500 nel Campionato Italiano della Montagna in sella a una "H1" strettamente di serie.
Nell'inverno 1969 la Kawasaki presentò la "H1R", versione da competizione della "H1", destinata ai piloti privati.

## Le derivate e la concorrenza
Data la buona accoglienza del pubblico che ormai identificava il motore tricilindrico a due tempi come una garanzia di grande potenza, la Kawasaki decise di affiancare alla "H1" altri prodotti, di cilindrata inferiore e superiore, caratterizzati dalla medesima architettura motoristica, sfornando in rapida successione i modelli "250 S1", "350 S2", "400 S3" e "750 H2".
La connazionale casa concorrente Suzuki, vistosi fortemente ridotto l'appeal commerciale della sua pur pregevole bicilindrica, decise di seguire l'identico schema, presentando i modelli "GT 750", "GT 550" e "GT 380", dotate di innovativi e raffinati sistemi di raffreddamento e lubrificazione. Anche la casa francese Motobécane si cimentò sul tema, presentando il modello "350 L3".
In Italia, lo studio del motore tricilindrico a due tempi venne ripreso negli anni ottanta dalla Laverda per il modello "350 Lesmo", il cui prototipo definitivo fu presentato al Salone di Milano del 1985, ma non giunse alla costruzione in serie.

## La produzione

### Sigle e numeri identificativi
| Serie | Anno    | Modello | Telaio              | Motore               | Note                                                                    |
| ----- | ------- | ------- | ------------------- | -------------------- | ----------------------------------------------------------------------- |
| 1ª    | 1969-70 | H1      | da KAF 00001 in poi | da KAE 00001 in poi  | A partire da KAE 06315 il carter dx del motore presenta alcune varianti |
| 2ª    | 1970-71 | H1A     | da KAF 23626 in poi | da KAE 21876 in poi  |                                                                         |
| 3ª    | 1971-72 | H1B     | da KAF 48736 in poi | da KAE 54101 in poi  | Freno a disco e accensione a puntine                                    |
| 4ª    | 1971-72 | H1C     | da KAF 48664 in poi | da KAE 43902 in poi  | Freno a tamburo e accensione elettronica CDI - Solo per gli USA         |
| 5ª    | 1973-74 | H1D     | da H1F 00001 in poi | da KAE 70024 in poi  | Completo rinnovo della ciclistica e del motore                          |
| 6ª    | 1974-75 | H1E     | da H1F 17001 in poi | da KAE 87001 in poi  |                                                                         |
| 7ª    | 1975-76 | H1F     | da H1F 32400 in poi | da KAE 102400 in poi |                                                                         |
| 8ª    | 1976-77 | KH      | da H1F 47000 in poi | da KAE 117000 in poi |                                                                         |

### Volumi produttivi
| Anno   | Esemplari |
| 1968   | 2.211     |
| 1969   | 15.230    |
| 1970   | 20.591    |
| 1971   | 22.132    |
| 1972   | 19.521    |
| 1973   | 15.389    |
| 1974   | 15.764    |
| 1975   | 4.903     |
| 1976   | 1.768     |
| Totale | 117.509   |